# Amphimeryx
Amphimeryx és un gènere extint de mamífers artiodàctils de la família dels amfimerícids que visqueren a l'Europa occidental des de l'Eocè superior fins a l'Oligocè inferior, fa entre 28,4 i 37,2 milions d'anys. Se n'han trobat restes fòssils a França i Suïssa. Tenien les dents canines inferiors incisiviformes i procumbents. Les segones premolars inferiors (p2) estaven aïllades de les altres dents per diastemes. Les potes eren llargues i esveltes i estaven dotades de metàpodes considerablement allargats. El nom genèric Amphimeryx significa ‘doble remugant’.